# Raheem Robinson
Raheem Robinson (30 luglio 1992) è un calciatore britannico delle Isole Cayman, di ruolo attaccante.

## Carriera

### Club
Ha giocato nella massima serie del campionato delle Isole Cayman con il Cayman Athletic.

### Nazionale
Ha esordito in nazionale nel 2011, prendendo parte a 3 incontri valevoli per le qualificazioni ai Mondiali 2014.